# Morskaja Matuga
Morskaja Matuga (in russo остров Морская Матуга?) è una piccola isola della Russia nel mare di Ochotsk. Amministrativamente appartiene al Severo-Ėvenskij rajon dell'oblast' di Magadan, nel Circondario federale dell'Estremo Oriente. L'isola si trova vicino alla costa occidentale della penisola di Tajgonos, nella baia della Gižiga; è descritta come "un isolotto scosceso dalla cima piatta". La sua altezza massima è di 73 m. A sud-ovest si trovano le isole Chalpili (Острова Халпили), mentre in direzione nord-est, vicina alla costa, è situata l'isola Rečnaja Matuga.